# Comuna Ielîzavetivka, Prîmorsk
Ielîzavetivka (în ucraineană Єлизаветівка) este o comună în raionul Prîmorsk, regiunea Zaporijjea, Ucraina, formată din satele Ielîzavetivka (reședința) și Pidhirne.

## Demografie
Componența lingvistică a comunei Ielîzavetivka
     Ucraineană (77,12%)
     Rusă (21,48%)
     Alte limbi (0,73%)
Conform recensământului din 2001, majoritatea populației comunei Ielîzavetivka era vorbitoare de ucraineană (77,12%), existând în minoritate și vorbitori de rusă (21,48%).